# Tipula (Lunatipula) eyndhoveni
Tipula (Lunatipula) eyndhoveni is een tweevleugelige uit de familie langpootmuggen (Tipulidae). De soort komt voor in het Palearctisch gebied.